# Leopold Glück
Leopold Glück (ur. 1854, zm. 1907) – polski lekarz i działacz społeczny, żydowskiego pochodzenia. Protoplasta słynnej sarajewskiej rodziny Glücków.

## Życiorys
Leopold Glück urodził się w 1854 roku w Nowym Sączu, tam też odbył wczesną edukację. Studiował medycynę, początkowo w Krakowie, a następnie w Wiedniu. W 1880 roku ożenił się z Pauliną Fink. Rok później przeprowadził się do Prnjavoru w Bośni, gdzie przebywał dwa lata, po czym przeniósł się do Travnika, a następnie do Zenicy.
Z powodu swojej pracowitości i fachowości zdobył uznanie przełożynych, dzięki któremu zaproponowanu mu stanowisko ordynatora szpitala w Sarajewie, który był wówczas największym ośrodkiem medycznym w Bośni i jednym z najlepszych na całych Bałkanach. Zainicjował w Sarajewie budowę leprozorium dla chorych na trąd, które uzyskało światowy rozgłos ze względu na swój poziom funkcjonowania.
Prywatnie zainteresowany historią i geografią, publikował w czasopismach bośniackich i zagranicznych. Angażował się w działalność bośniackiego Koła Polskiego, podobnie jego żona.
Jego dziećmi byli Aleksander, Henryk i Władysław. Zmarł w 1907 roku.